# Cursillo
Un cursillo es un curso breve sobre cualquier materia que ofrece capacitación en habilidades específicas o contenido variado en un período corto de tiempo. Tiene características similares a un curso pero tiene menor duración, y puede o no ser parte de un programa o módulo académico más extenso. Actualmente puede darse en la modalidad online o presencial.
Los cursos cortos pueden tener un enfoque más práctico y tienen menos teoría que un curso universitario. Por lo general tardan de 1 a 12 meses en completarse, y difieren en el objetivo y el método utilizado, según la institución u organización que los imparte.
El término tutorial, muy de moda en el ámbito informático, es un neologismo de origen inglés y se refiere a otro tipo de herramienta pedagógica. Un tutorial normalmente consiste en una serie de pasos que van aumentando el nivel de dificultad y entendimiento. Se diferencia de un cursillo en que este es un sistema instructivo de desarrollo de algún procedimiento o los pasos para realizar determinada actividad.